# Robert A.M. Stern
Robert Arthur Morton Stern (Robert A. M. Stern), född 23 maj 1939 i Brooklyn i New York, är en amerikansk arkitekt och dekan vid Yale School of Architecture.
Stern studerade vid Columbia University och avlade examen vid Yale 1965. Mellan 1969 och 1977 drev han arkitektkontoret Stern & Hagmann och därefter Robert A. M. Stern Architects. Kontoret har omkring 300 anställda (2007).

## Byggnadsverk, urval
- Disney's Beach Club Resort  (1990)
- Norman Rockwell Museum i Stockbridge, Massachusetts (1993)
- Stadsplan för Celebration, Florida (1997)
- Bibliotek, East Hampton, New York (1997)
- Broadway Hall vid Columbia University (2000)
- Spangler Campus Center vid Harvard Business School (2001)
- Hobby Center for the Performing Arts i Houston, Texas (2002)
- Bibliotek, Jacksonville (2005)
- Federal Courthouse i Richmond Virginia (2006)
- Stadshus, East Hampton, New York (2008)
- Northwest Campus building vid Harvard Law School (2009)
- Museum for African Art, New York (2009)